# Опера (филм)
Опера (итал. Opera) је италијански ђало хорор филм из 1987. године, редитеља и сценаристе Дарија Арђента. Главне улоге тумаче Кристина Марсиљач, Ијан Чарлсон, Дарија Николоди и Урбано Барберини. Радња филма прати младу оперску певачицу (сопран), која постаје укључена у серијско убиство.
Опера је 10. филм који је режирао Арђенто и уједно његов комерцијално најуспешнији филм. Само у Италији, за премијеру овог филма купљено је 1.363.912 улазница. Критичари на сајту Rotten Tomatoes оценили су га са високих 91%, а публика са 80%.
Арђенто је сценарио базирао на сопственом неуспешном покушају да режира оперу „Магбет”, Ђузепеа Бердија, док лик који тумачи Ијан Чарлсон представља самог Арђента. Филм је 2002. објављен и на DVD-у, због чега је промотивно приказан на Филмском фестивалу у Кану.

## Радња
Када арогантна оперска звезда, Мара Чекова, доживи саобраћајну несрећу, младој девојци по имену Бети се указује прилике да се својим сопраном покаже у најбољем светлу у Вердијевој опери „Магбет”. Међутим, од вечери када је наступила, Бети прогони поремећени обожавалац који убија људе из њеног окружења.

## Улоге
| Глумац                  | Улога                   |
| ----------------------- | ----------------------- |
| Кристина Марсиљач       | Бети                    |
| Ијан Чарлсон            | Марко                   |
| Урбано Барберини        | инспектор Алан Сантини  |
| Дарија Николоди         | Мира                    |
| Коралина Каталди-Тасони | Ђулија                  |
| Антонела Витале         | Марион                  |
| Вилијам Макнамара       | Стефано                 |
| Барбара Куписти         | госпођа Албертини       |
| Микеле Соави            | инспектор Данијел Соави |
| Дарио Арђенто           | глас                    |